# Chinesen in Indonesien

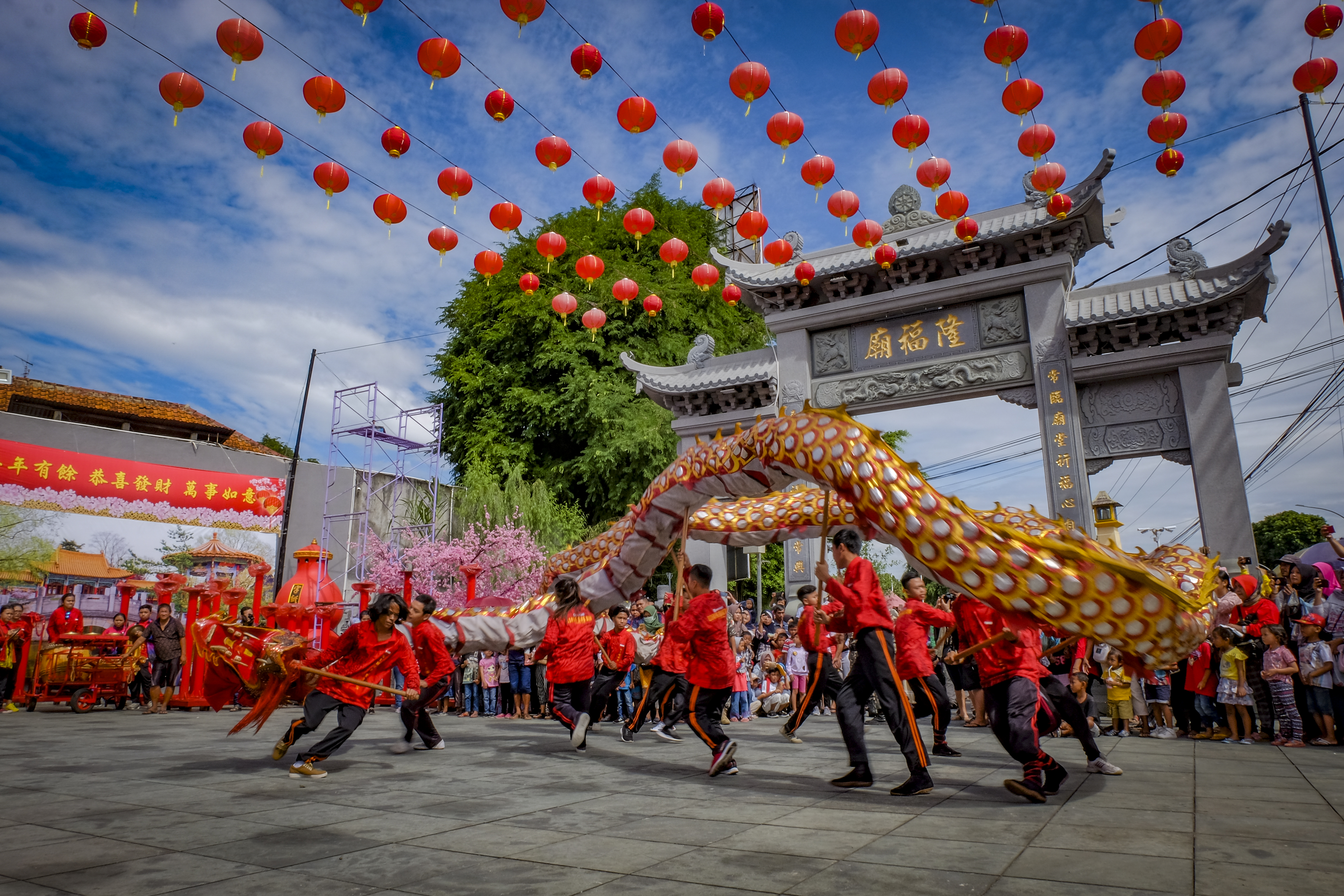
Drachentanz in Jakarta (2020)

Chinesische Indonesier (Indonesisch: Orang Tionghoa Indonesia), oder einfach Orang Tionghoa oder Tionghoa, sind Indonesier, deren Vorfahren aus China kamen. In Indonesien gibt es eine jahrhundertealte Präsenz chinesischer Einwanderer. Im Jahre 2020 wurde die Anzahl der Chinesen auf knapp 3,3 Millionen geschätzt, womit sie knapp ein Prozent der Bevölkerung ausmachten. Die Anzahl der Personen mit zumindest partiell chinesischer Abstammung wird jedoch deutlich höher geschätzt. Ältere Schätzungen gingen von sechs bis sieben Millionen Menschen chinesischer Abstammung aus. Die Chinesen in Indonesien leben vorwiegend auf der Insel Java und dort in großen Städten in Jakarta oder Bandung, wobei es eine Präsenz chinesischer Gemeinschaften allerdings auch in anderen Regionen und in ländlichen Gebieten gibt.
Nach der Unabhängigkeit Indonesiens wurden die Chinesen das Opfer von Diskriminierung und Assimilierungsbemühungen durch die nationalistische Suharto-Regierung. Ihre konfuzianische Kultur und die große Rolle, die chinesische Händlerfamilien in der lokalen Wirtschaft spielen, sorgten immer wieder für Verärgerung bei der muslimischen Bevölkerungsmehrheit, welche häufig in gewalttätigen Ausschreitungen mündeten, die Tausenden Menschen das Leben kosteten. So wurden die Chinesen während der antikommunistischen Massaker in Indonesien 1965–1966 Opfer von Pogromen, ebenso während der Asienkrise 1997, wo sie für die wirtschaftlichen Probleme des Landes verantwortlich gemacht wurden. Nach 1998 hat sich die rechtliche Situation der chinesischen Minderheit jedoch deutlich verbessert, und zahlreiche diskriminierende Gesetze wurden aufgehoben.

## Geschichte

### Frühe Geschichte

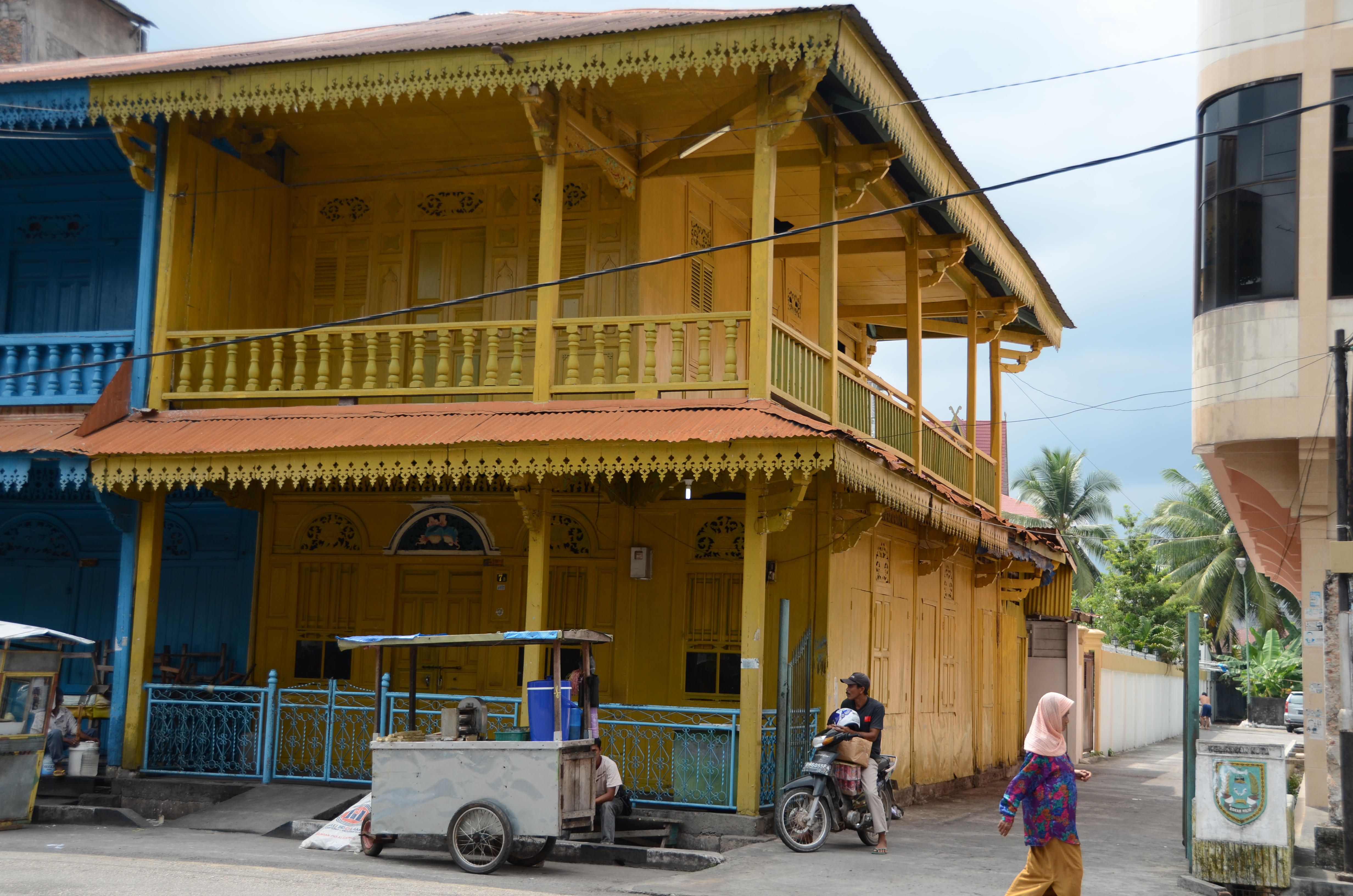
Peranakan-Architektur in Riau

Die erste aufgezeichnete Bewegung von Menschen aus China in das maritime Südostasien war die Ankunft der mongolischen Truppen unter Kublai Khan, die in der Invasion Javas im Jahr 1293 gipfelte. Ihr Eingreifen beschleunigte den Niedergang der klassischen Königreiche wie Singhasari und führte zum Aufstieg des Majapahit-Reiches. Chinesische muslimische Händler von der Ostküste Chinas kamen im frühen 15. Jahrhundert in die Küstenstädte Indonesiens und Malaysias. Sie wurden von dem Seefahrer Zheng He angeführt, der zwischen 1405 und 1430 mehrere Expeditionen nach Südostasien durchführte. Chinesische Muslime siedelten im Norden Javas und vermischten sich über Zeit mit der lokalen Bevölkerung. Mit den Aktivitäten portugiesischer Seefahrer und der Öffnung des chinesischen Außenhandels im 16. Jahrhundert verstärkte sich die Handelskontakte zwischen China und Südostasien weiter. Nach der Ankunft der Niederländer im frühen 17. Jahrhundert wurde Batavia (heute Jakarta) zu einem wichtigen Knotenpunkt für den Handel mit China und Indien und chinesische Arbeiter wurden für den Bau der Stadt angeworben. Batavia wurde zur Heimat der größten chinesischen Gemeinschaft im Archipel und ist dies auch im 21. Jahrhundert noch. Nach dem Massaker von Batavia 1740 gegen die Chinesen und dem darauf folgenden Krieg, in dem sich die Chinesen gegen die Niederländer auflehnten, versuchten die Niederländer, die Zahl der Chinesen, die nach Niederländisch-Indien einreisen durften, zu begrenzen. Chinesische Migranten waren jedoch zu wichtig als Bindeglied zwischen der Niederländischen Ostindien-Kompanie und der lokalen Bevölkerung. Chinesen wurden zur Einwanderung ermutigt, um in den Zinnminen von Bangka und in den Goldminen von West-Borneo (dem heutigen Kalimantan) zu arbeiten. Da die meisten dieser Einwanderer alleinstehende Männer waren, vermischten sie sich meistens nach einiger Zeit mit der ansässigen Bevölkerung, woraus die Gruppe der malaiisch-chinesischen Peranakan mit eigener Mischkultur entstand.

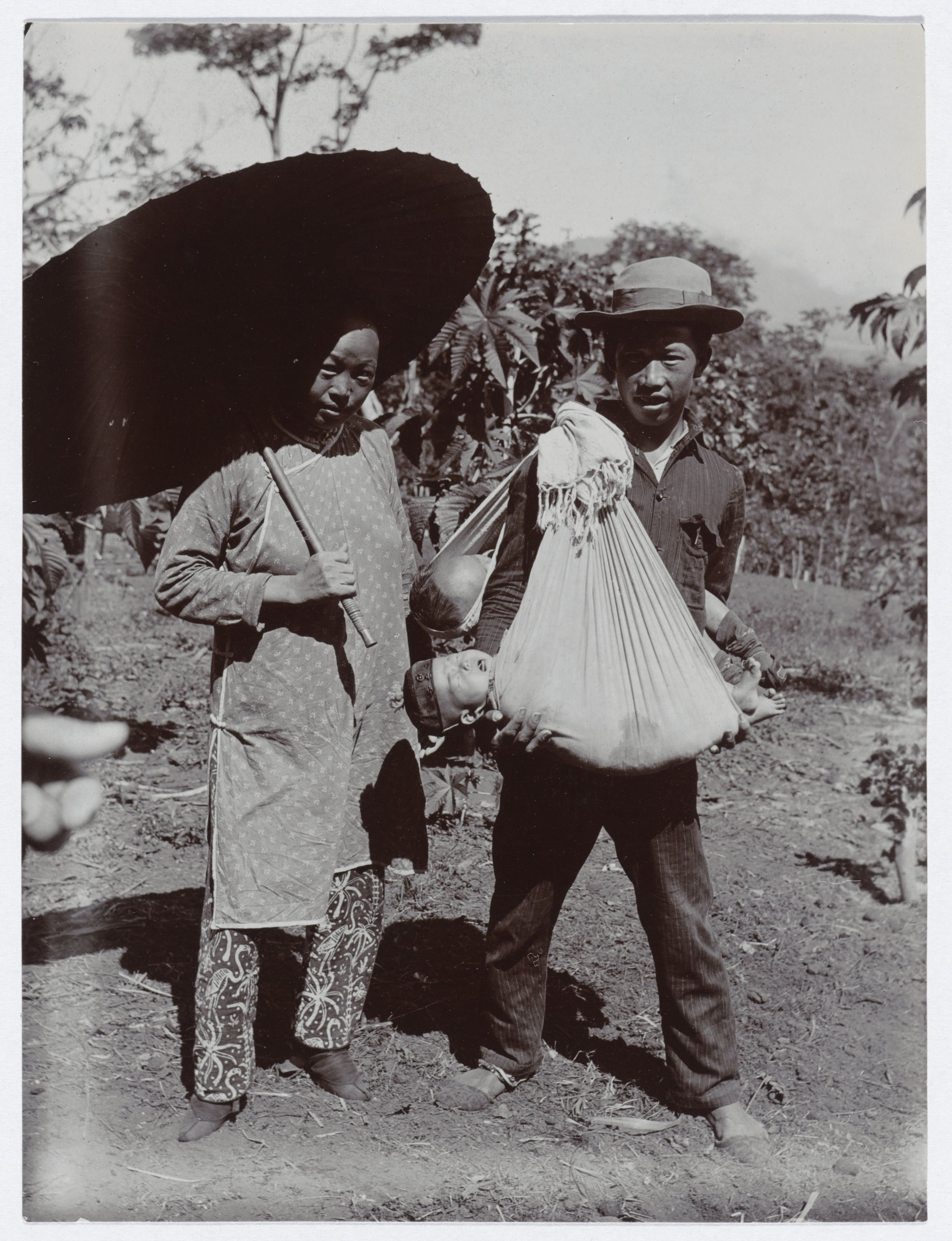
Chinesen in Bali im frühen 20. Jahrhundert

Eine zweite Welle chinesischer Einwanderung erfolgte mit einer von den Niederländern eingeführten Plantagenwirtschaft im späten 19. und frühen 20. Jahrhundert, die sehr arbeitsintensiv war. Migranten wurden deshalb in großer Zahl aus Südchina angeworben, wo diese häufig unter erbärmlichsten Bedingungen harte Arbeit verrichten mussten. Die Nachfahren dieser Migranten haben bis heute am stärksten die chinesische Kultur und Identität beibehalten und bilden die Basis der heutigen Einwohner Indonesiens, die sich in Volkszählungen als Chinesen bezeichnen, während die meisten früheren Migranten assimiliert wurden. Die niederländische Kolonialadministration trennte die Bevölkerungsgruppen auf ethnischer Basis und Chinesen wurden beim Landerwerb diskriminiert. Sie wurden deshalb meistens Händler, Bergarbeiter oder Handwerker. Mit der japanischen Besetzung Indonesiens während des Zweiten Weltkriegs wurden ethnisch chinesische Gemeinschaften von japanischen Truppen angegriffen, unter anderem, weil man in ihnen Sympathien für den Kuomintang als Folge des Zweiten Chinesisch-Japanischen Krieges unterstellte. Nach dem Abzug der Japaner gerieten die Chinesen im Folgenden Indonesischen Unabhängigkeitskrieg erneut zwischen die Fronten. Über 3000 Chinesen wurden in dieser Zeit getötet, darunter allein 1000 bei Massakern in Tangerang 1946. Durch den Sieg Mao Zedongs im chinesischen Bürgerkrieg wurde den Chinesen nun auch häufig eine Nähe zum Kommunismus unterstellt.

### Nach der Unabhängigkeit
Mit der Unabhängigkeit Indonesiens wurde das aus der niederländischen Kolonialzeit vererbte „Blutprinzip“ übernommen. Jede Person chinesischer Abstammung galt damit automatisch als Chinese. Durch ein Abkommen mit der Volksrepublik China in den 1950er Jahren, konnten die Chinesen allerdings die indonesische Staatsangehörigkeit erwerben. Die Situation der chinesischen Minderheit war in diesen ersten Jahren relativ gut und die Regierung von Sukarno unterhielt gute Kontakte zu Maos Volksrepublik. Er verbot den Chinesen allerdings 1959 in ländlichen Regionen Handel zu treiben, was zur Emigration von über 100.000 Chinesen in die Volksrepublik führte. Die Lage der Chinesen verschlechterte sich deutlich mit der Machtergreifung von General Suharto. Seine Machtübernahme war von Massakern von 1965–1966 begleitet, die sich neben echten und vermeintlichen Kommunisten auch gegen die chinesische Minderheit richtete, wobei eine spezifisch ethnische Komponente der Massaker in der späteren Forschung abgestritten wurde. 1967 wurde von der neuen Regierung extra ein Regierungsausschuss gebildet, der verschiedene Aspekte des „chinesischen Problems“ (Masalah Cina) untersuchen sollte. Suhartos Regierung erließ in der Folgezeit zahlreiche diskriminierende Gesetze gegen die chinesische Minderheit. Ausdrucksformen der chinesischen Kultur in Form von Sprache, Schrift, Religion und traditionellen Festen wurden verboten, und die ethnischen Chinesen wurden gezwungen, indonesisch klingende Namen anzunehmen. Chinesische Schulen und Zeitungsverlage wurden geschlossen und Chinesen wurden im gesellschaftlichen Leben benachteiligt. Durch den Abbruch der diplomatischen Beziehungen zur Volksrepublik und der Aufkündigung des Abkommens zur Staatsbürgerschaft wurden viele Chinesen zudem staatenlos.

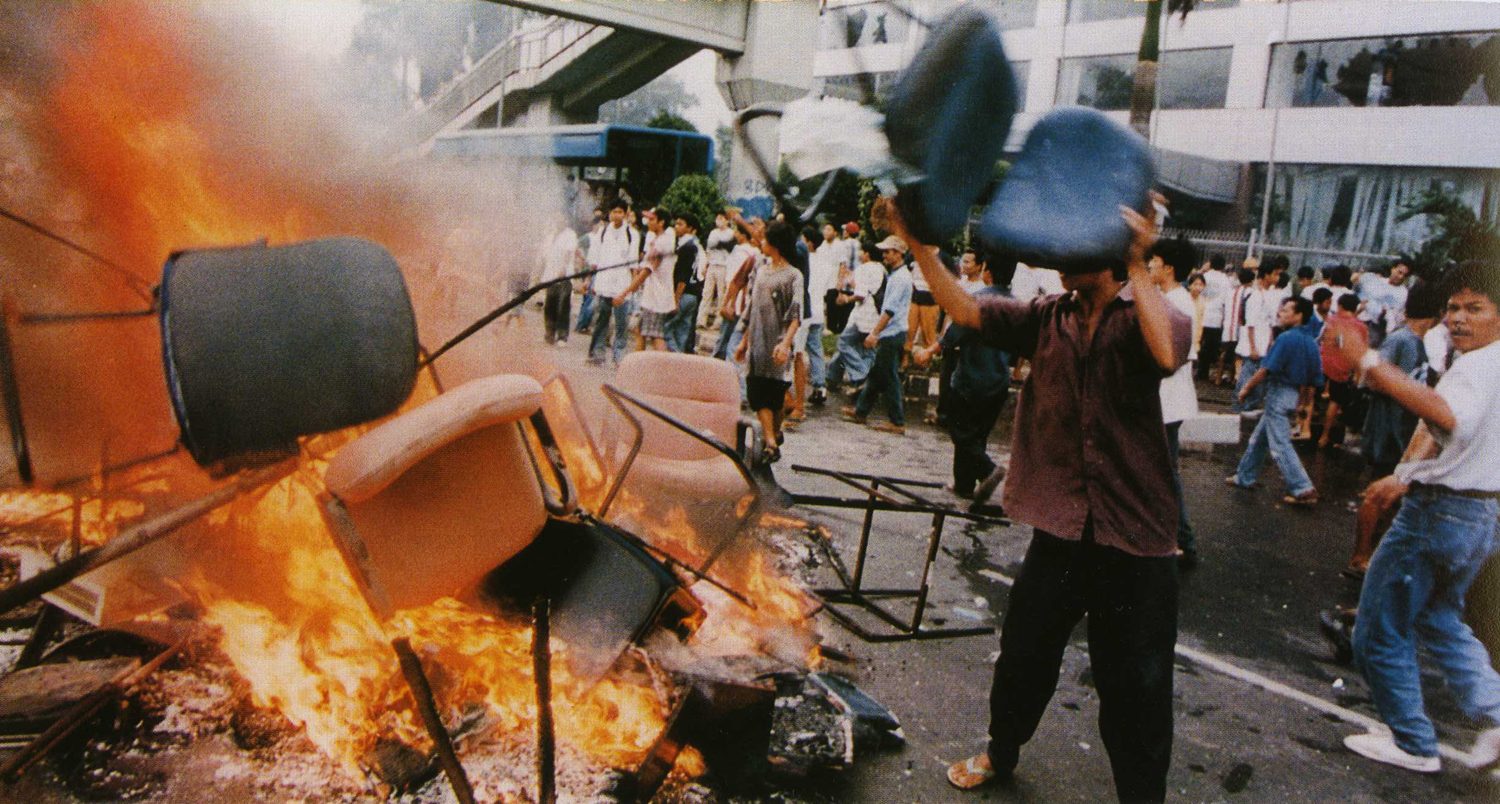
Ausschreitungen in Jakarta (1998)

Gleichzeitig unterhielt die Suharto-Regierung gute Kontakte zu chinesischen Wirtschaftsbosse und versuchte diese für seine ambitionierten Projekte für die Entwicklung des Landes zu gewinnen, wobei er jedoch jeglichen Ausdruck chinesischer Identität zu unterdrücken versuchte. Diese chinesischen Geschäftsleute mussten dann schließlich während der Asienkrise als Sündenböcke herhalten und wurden für den Zusammenbruch der Rupiah verantwortlich gemacht. Eigentum und Geschäfte von chinesischen Indonesiern wurden von Mobs angegriffen und hunderte von Chinesen starben bei Pogromen. Zehntausende ethnischer Chinesen flohen nach diesen Ereignissen aus dem Land, und Banker schätzten, dass zwischen 1997 und 1999 Kapital in Höhe von 20 Milliarden US-Dollar das Land in Richtung Übersee, darunter nach Singapur, Hongkong und die Vereinigten Staaten verlassen hatte, was die Wirtschaft weiter schwächte. Die Proteste im Rahmen der Wirtschaftskrise führten schließlich zum Sturz der Sukarno-Regierung. In der Folgezeit wurden die meisten diskriminierenden Gesetze gegen die chinesische Minderheit aufgehoben. Chinesische Sprache, Schulen und Medien wurden wieder zugelassen. Die Regierung schaffte auch diskriminierende Sonderausweise für Chinesen ab, erkannte den Konfuzianismus als zugelassene Religion an und machte das chinesische Neujahr zu einem offiziellen Feiertag. Durch die verbesserte rechtliche Situation konnten Chinesen auch zunehmend  politische Ämter einnehmen. So wurde der ethnische Chinese Basuki Tjahaja Purnama 2014 zum Gouverneur von Jakarta gewählt. Nach einer Kampagne islamistischer Kreise musste er allerdings wegen angeblich blasphemischer Aussagen zurücktreten.

## Demografie

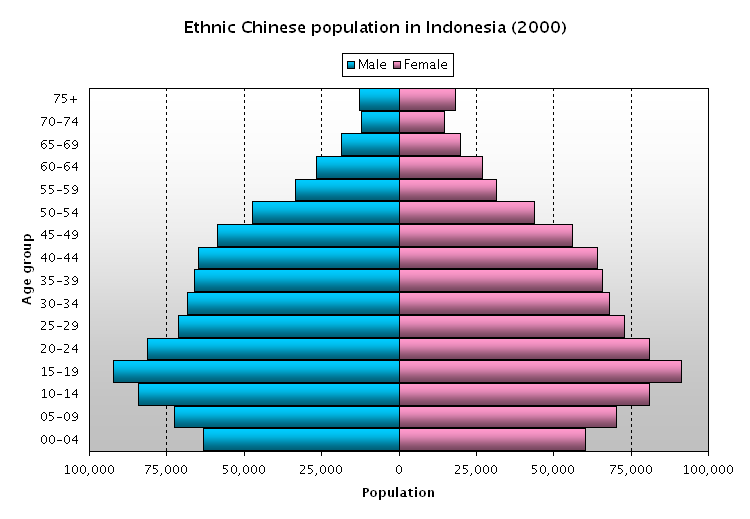
Alterspyramide der Chinesen in Indonesien (2000)

Forscher, die sich mit Chinesen in Indonesien beschäftigen, unterscheiden die Mitglieder der Gruppe häufig nach ihrem ethnischen und soziokulturellen Hintergrund in die Totok und die Peranakan. Die beiden Begriffe wurden ursprünglich verwendet, um Personen vollständig chinesischer Abstammung von denen mit gemischter Abstammung zu unterscheiden. Später erhielten die Begriffe eine neue Bedeutung, laut der die totok in China geborenen sind und jeder, der in Indonesien geboren wurde, als peranakan gilt.
Bei der Volkszählung von 2010 gab es in Indonesien 2.832.510 ethnische Chinesen, welche etwas mehr als ein Prozent der Bevölkerung ausmachten. Da viele Personen chinesischer Abstammung nicht erfasst wurden, dürfte die Anzahl an Personen mit chinesischer Abstammung allerdings höher liegen. Frühere Schätzungen über die genaue Zahl der chinesischen Indonesier stützten sich auf die Volkszählung in Niederländisch-Indien von 1930, bei der direkte Angaben zur ethnischen Zugehörigkeit erhoben wurden. Diese Volkszählung ergab, dass 1,23 Millionen ethnische Chinesen, die sich selbst als solche bezeichneten, in der Kolonie lebten, was 2,03 Prozent der Gesamtbevölkerung entsprach. Spätere Schätzungen gingen von sechs bis sieben Millionen Chinesen im Land aus. Aufgrund niedrigerer Geburtenraten nimmt der Anteil der Chinesen allerdings ab, so war unter diesen bereits 2000 eine fortgeschrittene Bevölkerungsalterung zu verzeichnen.
Knapp ein Fünftel aller Chinesen lebte 2010 in Jakarta und knapp die Hälfte auf der Insel Java. 8,15 Prozent der Bevölkerung Westkalimantans waren ethnische Chinesen, gefolgt von den Bangka-Belitung-Inseln (8,14 Prozent), den Riau-Inseln (7,66 Prozent), Jakarta (6,58 Prozent), Nordsumatra (5,75 Prozent) und Riau (1,84 Prozent). In den übrigen Provinzen beträgt der Anteil der indonesischen Chinesen an der Provinzbevölkerung jeweils weniger als ein Prozent.
Fast alle Chinesen in Indonesien stammen aus den Provinzen Fujian oder Guangdong in Südchina ab. Die vorherrschenden Sprachen unter diesen Einwanderern waren Hokkien, Hakka und Kantonesisch. Um Kontakte in ihre Heimat zu unterhalten lernen indonesische Chinesen zunehmend Mandarin.
In einem Land, in dem fast 86 Prozent der Bevölkerung Muslime sind, bilden die ethnisch chinesischen Muslime eine sehr kleine Minderheit der ethnischen chinesischen Bevölkerung, was vor allem auf Mischehen zwischen chinesischen Männern und einheimischen muslimischen Frauen zurückzuführen ist. Laut der Volkszählung von 2010 gehörten 4,7 % der chinesischen Indonesier dem Islam an. Knapp 47 % waren Christen, 45 % Buddhisten und 3 % waren Konfuzianer. Diskriminierung führte dazu, dass viele Chinesen nach 1960 zum Christentum konvertierten, das eine zugelassene Religion war. Atheismus ist in Indonesien illegal.

## Wirtschaft

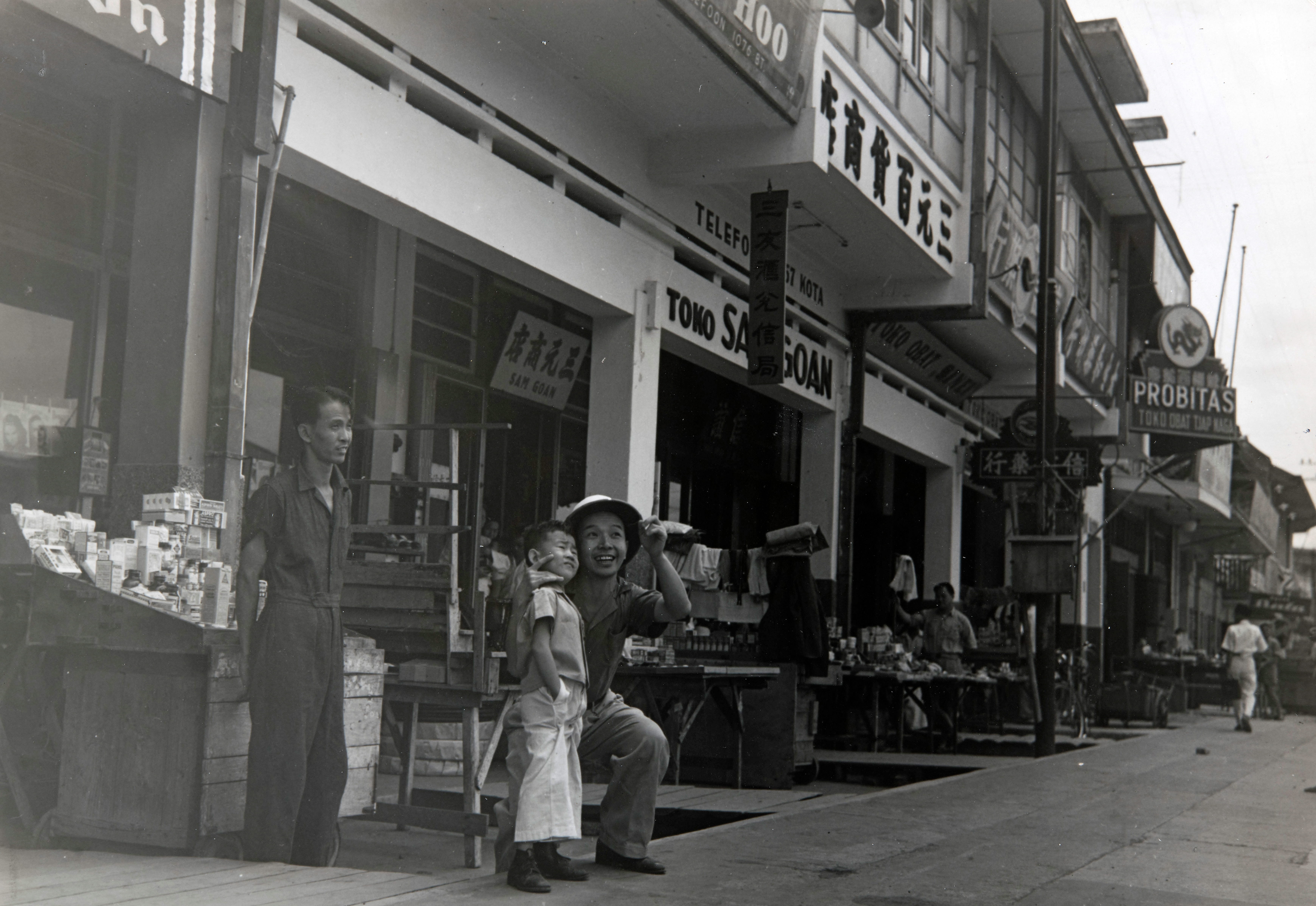
Chinesischer Händler in Java, ca. 1940–1950

Die wichtige Rolle der Chinesen im nationalen Wirtschaftsleben lässt sich mehrere Jahrhunderte bis auf die Zeit der Niederländischen Ostindien-Kompanie zurückverfolgen. Unter dem Druck der einheimischen Händler erließ die Regierung nach der Unabhängigkeit das Benteng-Programm und die Präsidialverordnung 10 von 1959, die Beschränkungen für chinesischstämmige Importeure und ländliche Einzelhändler vorsahen. Ethnisch-chinesische Unternehmen blieben aufgrund ihrer Einbindung in größere ethnisch chinesische Netzwerke in ganz Südostasien bestehen, und ihre Dominanz hielt trotz kontinuierlicher staatlicher Bemühungen zur Umverteilung des Wohlstands an. In den 1960er Jahren wurde unter der Suharto-Regierung zwar eine antichinesische Politik betrieben, die Öffnung der indonesischen Wirtschaft bot allerdings auch neue Chancen für ethnisch chinesische Geschäftsleute, die eine gegenseitig vorteilhafte Klientelbeziehungen mit der Politik aufbauten. So waren die Chinesen führend beim Aufbau neuer global vernetzter Industriezweige im Land. Ende der 1990er Jahre kontrollierten chinesische Familien knapp 70 Prozent des Privatvermögens, sowie große Teile des Einzelhandels und des Finanzsektors, was eine große Rolle bei den antichinesischen Ausschreitungen der 1990er Jahre spielte.

## Kultur

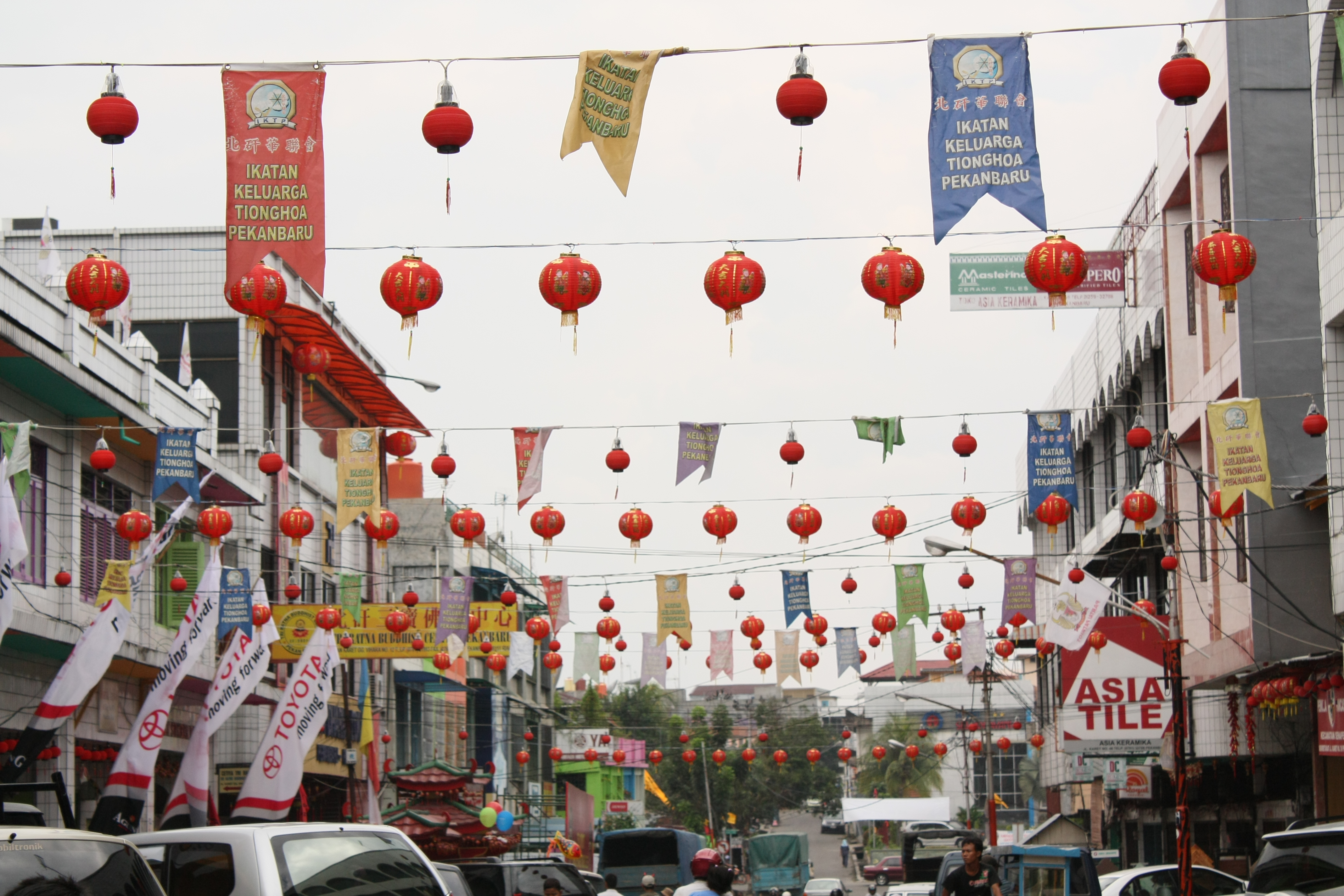
Feier des chinesischen Neujahrs in Riau

Chinesische Einwanderer haben einen großen Einfluss auf die Kultur Indonesiens gehabt. Diese zeigen sich z. B. bei der Indonesischen Küche, die stark von der südchinesischen Küche beeinflusst wurde. So wurden Nationalgerichte wie Bami Goreng vom chinesischen Gerichten beeinflusst. Bis ins frühe 20. Jahrhundert lebten die Chinesen in eigenen Wohnvierteln, mit chinesischer Architektur. Im Land gibt es zahlreiche religiöse Kulturstätten der chinesischen Minderheit, wie konfuzianische und buddhistische Tempel.
Die rassistische Diskriminierung der Chinesen ab den 1960er Jahren schränkte das Kulturleben der Gemeinschaft stark ein. Im Rahmen der Assimilationspolitik der Suharto-Zeit waren alle chinesischsprachigen Publikationen verboten, mit Ausnahme der von der Regierung kontrollierten Tageszeitung Harian Indonesia. Mit dem Wegfallen der diskriminierenden Gesetze im Jahr 2004 hat das chinesische Kulturleben wieder einen Aufschwung erfahren, wobei auch der gehobene wirtschaftliche Einfluss Chinas im 21. Jahrhundert eine Rolle spielt, der es für viele indonesische Chinesen attraktiv macht, Kontakte zu ihrer Heimat wiederaufleben zu lassen.

## Bekannte chinesische Indonesier
- Teddy Yip (1907/13–2003), Unternehmer
- Michael Bambang Hartono (* 1939), Unternehmer
- Lo Lieh (1939–2002), Schauspieler
- Robert Budi Hartono (* 1940), Unternehmer
- Sukanto Tanoto (* 1949), Unternehmer
- Chrisye (1949–2007), Sänger
- Mari Elka Pangestu (* 1956), Ökonomin und Politikerin
- Ricardo Moniz (* 1964), niederländischer Fußballspieler und Fußballtrainer
- Basuki Tjahaja Purnama (* 1966), Politiker
- Alan Budikusuma (* 1968), Badmintonspieler
- Susi Susanti (* 1971), Badmintonspielerin
- Hendrawan (* 1972), Badmintonspieler
- Candra Wijaya (* 1975), Badmintonspieler
- Tony Gunawan (* 1975), Badmintonspieler
- Chris John  (* 1979), Boxer
- Angelique Widjaja (* 1984), Tennisspielerin
- Liliyana Natsir (* 1985), Badmintonspielerin
- Agnes Monica (* 1986), Sängerin und Schauspielerin
- Rio Haryanto (* 1993), Automobilrennfahrer
- Sean Gelael (* 1996), Automobilrennfahrer